# Urząd Lensahn
Urząd Lensahn (niem. Amt Lensahn) - urząd w Niemczech w kraju związkowym Szlezwik-Holsztyn, w powiecie Ostholstein. Siedziba urzędu znajduje się w miejscowości Lensahn.
W skład urzędu wchodzi siedem gmin:
1. Beschendorf
2. Damlos
3. Harmsdorf
4. Kabelhorst
5. Lensahn
6. Manhagen
7. Riepsdorf